# Tour de Californie
Pour les articles homonymes, voir Californie (homonymie).
Le Tour de Californie, ou Amgen Tour of California est une course cycliste américaine créée en 2006. L'épreuve fait partie de l'UCI America Tour de 2006 à 2016, puis du calendrier UCI World Tour depuis 2017. Dès sa création, la participation de plusieurs équipes ProTour, ainsi que sa catégorie, en font l'une des principales compétitions cyclistes américaines avec le Tour de Géorgie.
Le Tour de Californie est sponsorisé par l'entreprise d'industrie des biotechnologies Amgen, qui lui donne son nom.
De 2006 à 2009, il est couru au mois de février, prenant son départ de San Francisco pour arriver, après une semaine et plus de 1 000 kilomètres de course, à Los Angeles. 
Le record de victoires d'étapes est détenu par le sprinteur-puncheur slovaque Peter Sagan (17 victoires) devant le sprinteur britannique Mark Cavendish (10 victoires).
Depuis 2020, le Tour de Californie est mis en pause par ses organisateurs et la course par étapes n'apparaît plus au calendrier.

## Palmarès

### Podiums

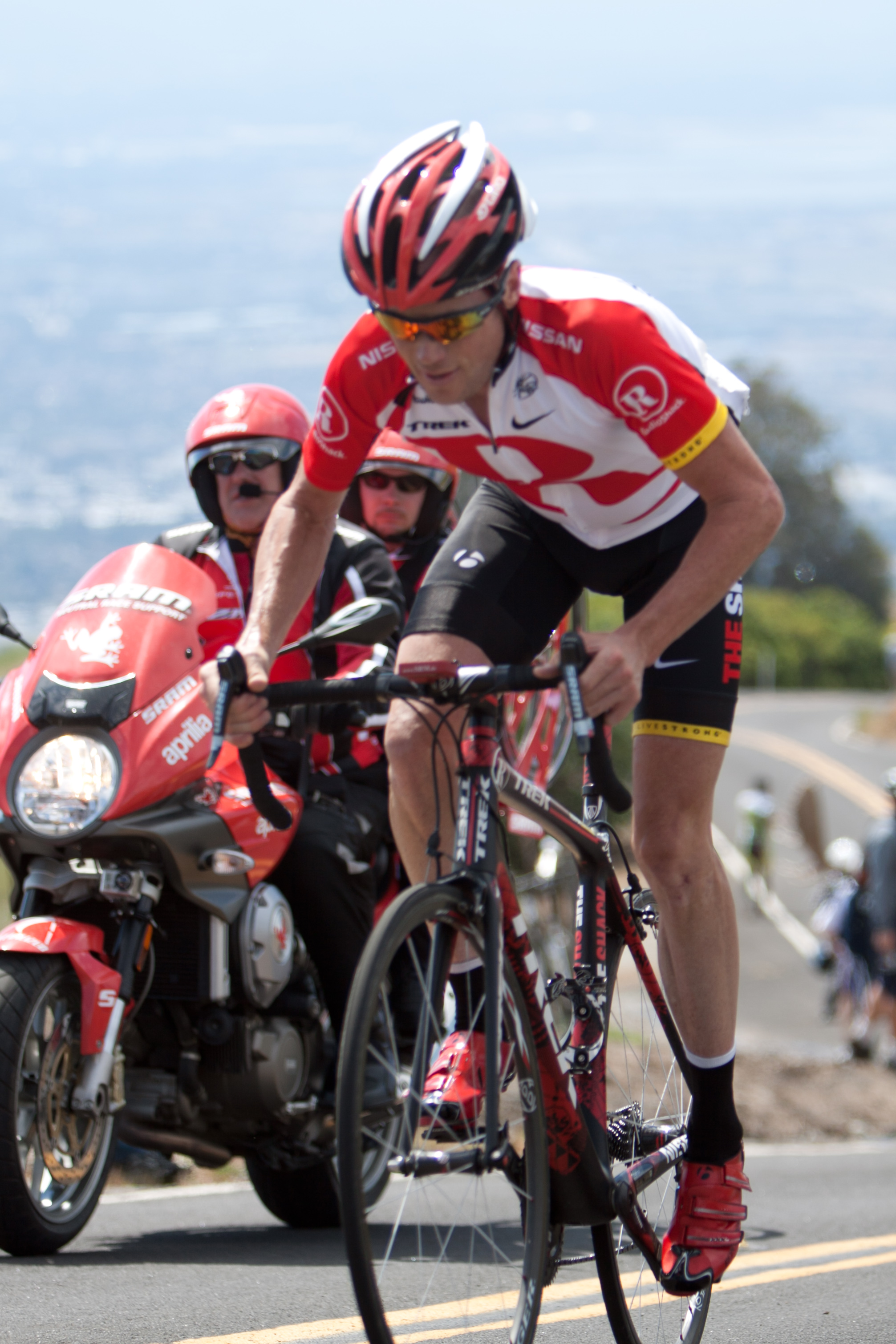
Christopher Horner sur l'édition 2011.

| Année | Vainqueur          | Deuxième           | Troisième             |
| ----- | ------------------ | ------------------ | --------------------- |
| 2006  | Floyd Landis       | David Zabriskie    | Bobby Julich          |
| 2007  | Levi Leipheimer    | Jens Voigt         | Jason McCartney       |
| 2008  | Levi Leipheimer    | David Millar       | Christian Vande Velde |
| 2009  | Levi Leipheimer    | David Zabriskie    | Michael Rogers        |
| 2010  | Michael Rogers     | David Zabriskie    | Levi Leipheimer       |
| 2011  | Christopher Horner | Levi Leipheimer    | Thomas Danielson      |
| 2012  | Robert Gesink      | David Zabriskie    | Thomas Danielson      |
| 2013  | Tejay van Garderen | Michael Rogers     | Janier Acevedo        |
| 2014  | Bradley Wiggins    | Rohan Dennis       | Lawson Craddock       |
| 2015  | Peter Sagan        | Julian Alaphilippe | Sergio Henao          |
| 2016  | Julian Alaphilippe | Rohan Dennis       | Brent Bookwalter      |
| 2017  | George Bennett     | Rafał Majka        | Andrew Talansky       |
| 2018  | Egan Bernal        | Tejay van Garderen | Daniel Martínez       |
| 2019  | Tadej Pogačar      | Sergio Higuita     | Kasper Asgreen        |

### Classements annexes
| Année | Points           | Montagne                 | Jeune              | Par équipes         |
| 2006  | Olaf Pollack     | Levi Leipheimer          | Thomas Peterson    | CSC                 |
| 2007  | Juan José Haedo  | Christophe Laurent       | Robert Gesink      | CSC                 |
| 2008  | Dominique Rollin | Scott Nydam              | Robert Gesink      | Slipstream-Chipotle |
| 2009  | Mark Cavendish   | Jason McCartney          | Robert Gesink      | Astana              |
| 2010  | Peter Sagan      | Thomas Rabou             | Peter Sagan        | Garmin-Transitions  |
| 2011  | Peter Sagan      | Jonathan Patrick McCarty | Tejay van Garderen | Garmin-Cervélo      |
| 2012  | Peter Sagan      | Sebastian Salas          | Wilco Kelderman    | RadioShack-Nissan   |
| 2013  | Peter Sagan      | Carter Jones             | Lawson Craddock    | BMC Racing          |
| 2014  | Peter Sagan      | Will Routley             | Lawson Craddock    | Garmin-Sharp        |
| 2015  | Mark Cavendish   | Daniel Oss               | Julian Alaphilippe | Sky                 |
| 2016  | Peter Sagan      | Evan Huffman             | Neilson Powless    | BMC Racing          |
| 2017  | Peter Sagan      | Daniel Jaramillo         | Lachlan Morton     | Sky                 |
| 2018  | Fernando Gaviria | Toms Skujiņš             | Egan Bernal        | Sky                 |
| 2019  | Kasper Asgreen   | Davide Ballerini         | Tadej Pogačar      | EF Education First  |

## Statistiques et records

### Victoires au classement général
| Victoires | Coureur         | Pays       | Années             |
| --------- | --------------- | ---------- | ------------------ |
| 3         | Levi Leipheimer | États-Unis | 2007, 2008 et 2009 |

| Victoires | Pays                                                                               |
| --------- | ---------------------------------------------------------------------------------- |
| 6         | États-Unis                                                                         |
| 1         | Australie Colombie France Nouvelle-Zélande Pays-Bas Slovaquie Royaume-Uni Slovénie |

### Victoires d'étapes
| # | Coureurs           | Victoires |
| - | ------------------ | --------- |
| 1 | Peter Sagan        | 17        |
| 2 | Mark Cavendish     | 10        |
| 3 | Levi Leipheimer    | 6         |
| 4 | Juan José Haedo    | 5         |
| 5 | Fernando Gaviria   | 3         |
| 5 | George Hincapie    | 3         |
| 5 | Toms Skujiņš       | 3         |
| 5 | David Zabriskie    | 3         |
| 9 | Julian Alaphilippe | 2         |
| 9 | Egan Bernal        | 2         |
| 9 | Fabian Cancellara  | 2         |
| 9 | Rohan Dennis       | 2         |
| 9 | Robert Gesink      | 2         |
| 9 | Evan Huffman       | 2         |
| 9 | Olaf Pollack       | 2         |
| 9 | Jens Voigt         | 2         |